# Vilić Selo
Vilić Selo is een plaats in de gemeente Brestovac in de Kroatische provincie Požega-Slavonië. De plaats telt 185 inwoners (2001).